# Italienische Deklination
Die Deklination des Italienischen beschreibt, wie sich Nomen (das heißt: Substantive, Adjektive und Pronomen) nach den Kategorien Numerus und Genus verändern; Fälle sind im Italienischen nur bei einigen Pronomen rudimentär erkennbar. 
Schriftsprachliche, dialektale oder aus dem mündlichen Gebrauch verschwindende Formen und Sätze sind im Folgenden zur Gänze eingeklammert und müssen zumindest mündlich nicht benutzt werden; sind in einer Wortgruppe jedoch nur einzelne Buchstaben oder Wörter eingeklammert, sind diese optional oder werden nur unter bestimmten Umständen verwendet. Veraltete bis mittelalterliche (z. B. dantesische) Formen sind mit † gekennzeichnet; häufig wird die jeweils zugrundeliegende lateinische oder die rekonstruierte vulgärlateinische Ausgangsform kursiv mit angegeben. Zur Verdeutlichung der Betonung werden viele Wörter mit zusätzlichen Akzenten versehen, von denen jedoch nur solche auf dem letzten Buchstaben im Wort orthographisch verpflichtend sind.

## Besonderer Anlaut
Beginnt ein Substantiv mit einem der folgenden Buchstabenkombinationen, gelten für Artikel und vorangestellte Adjektive besondere Endungen:
- s + Konsonant (z. B. specchio, studente "Spiegel, Student(in)")
- z, x (z. B. lo zaino "der Rucksack")
- gn (z. B. gli gnocchi "die Gnocchi")
- ps, pn (z. B. uno psicologo "ein Psychologe")
- i + Vokal, y + Vokal (z. B. uno yacht "eine Yacht")

## Das Geschlecht
Im Italienischen muss zwischen grammatischem und natürlichem Geschlecht unterschieden werden; dies sei durch ein deutsches Beispiel verdeutlicht: "das Mädchen" ist nach dem grammatischen Geschlechte neutral (sächlich), denn es trägt den Artikel "das" und seine Attribute treten ebenfalls ins Neutrum; das Wort bezeichnet jedoch ein weibliches Individuum, weshalb sein natürliches Geschlecht weiblich ist.

### Das grammatische Geschlecht
Im Italienischen sind fast alle Nomen vom grammatischen Geschlecht her entweder männlich oder weiblich, das neutrale Geschlecht als solches existiert nicht mehr:
il buono "der gute, das Gute", il nuovo "der neue, was neu ist" - di nuovo "von neuem", l'italiano "der Italiener, das Italienische (die italienische Sprache)", questo "dieser, dieses" usw.

Zum Unterschied belebt (männlich/weiblich) <> unbelebt (Sache/Abstraktum) sind folgende Feststellungen zu machen:
- Die meisten lateinischen Substantive neutralen Geschlechts erscheinen in den romanischen Sprachen als männlich:
mysterium (n.) > il mistero (m.) "Geheimnis", cor (n.) > il cuore (m.) "Herz" usw.
- Einen dezidierten Unterschied zwischen belebt und unbelebt machen vor allem folgende Wörter:

```
belebt           unbelebt

chi?             che?
         "wer? - was?"

nessuno          niente
       "niemand - nichts"

tutti            tutto
        "alle - alles (Plural)"

chiunque         checché
      "jedermann/wer auch immer - was auch immer"

qualcuno         qualcosa
     "jemand - etwas"
```

```
→ 
tutti, tutte
 "alle" in adjektivischer Position
   kann sich natürlich auch auf unbelebte Dinge beziehen!
   Gleiches gilt auch für 
nessuno
.
→ 
che
 (oft ergänzt durch nachfolgendes 
cosa
 "Sache")
   dient u.
 
a. auch als Relativpronomen ohne Geschlechtsunterschied.
```

- Das substantivische ciò "dies" wird nur für Unbelebtes verwendet: ciò è vero "das ist wahr", ciò che voglio dirti è importante "was ich dir sagen will, ist wichtig";
zwei spezifisch männliche Gegenstücke sind (questi, quegli) "der erstgenannte/jener, der letztgenannte/dieser".
- Dazu auch: il troppo "das Zuviel"

### Das natürliche Geschlecht
- Eine ganze Reihe von Substantiven bezieht sich speziell auf männliche bzw. weibliche Personen mit einem besonderen Stamm:

```
Männlich           Weiblich

padre              madre
        "Vater - Mutter"

fratello           sorella
      "Bruder - Schwester"

marito             moglie
       "Ehemann - Ehefrau"

uomo               donna
        "Mann - Frau"

gallo              gallina
      "Hahn - Henne"

toro              mucca
        "Stier - Kuh"
...
```

- Bei vielen anderen Substantiven und Adjektiven wird das Geschlecht durch eine besondere Endung ausgedrückt:

```
Männlich           Weiblich

figlio             figlia
        "Sohn - Tochter"

nonno              nonna
         "Großvater - Großmutter"

avvocato           avvocatessa
   "Anwalt/Verfechter - Anwältin/Klatschtante"

poeta              poetessa
      "Dichter - Dichterin"

editore            editrice
      "Verleger/Herausgeber - Verlegerin/Herausgeberin"
...
```

- Bei einigen ist diese Geschlechtsunterscheidung aufgrund ihrer Herkunft nicht möglich:

```
Männlich/Weiblich

il/la turista
                    "der Tourist/die Touristin"

il/la nipote
                     "der Neffe/die Nichte"

il/la tigre
                      "der Tiger/die Tigerin"
...
```

```
Bei Substantiven auf 
-ista
 gibt es aber im 
Plural
 einen sichtbaren Unterschied:
```

```
Männlich           Weiblich

i turist
i
          le turist
e
    "die Touristen - die Touristinnen"
...
```

- Bei vielen Tierarten gibt es nur ein grammatisches Geschlecht; das natürliche kann durch femmina "Weib(chen)" oder maschio "Männchen" präzisiert werden:

```
il ragno: la femmina del ragno
    "die Spinne: das Spinnenweibchen"

la rana:  la rana maschio
         "der männliche Frosch"
...
```

Die eindeutig weiblichen Formen beziehen sich dabei auf einzelne Personen oder Gruppen aus Personen rein weiblichen Geschlechts. Die männlichen Gegenstücke können dagegen auch unspezifiziert verwendet werden:
```
Männlich           Weiblich

figlio             figlia
        "Kind/Sohn - Tochter"

figli              figlie
        "Kinder/Söhne - Töchter"

uomo               donna
         "Mensch/Mann - Frau"

uomini             donne
         "Menschen/Männer - Frauen"

italiani           italiane
      "Italiener (allgemein) - Italienerinnen"

questi             queste
        "diese - diese weiblichen Personen"
...
```

```
Um das Geschlecht auf eindeutig männlich festzulegen,
kann man das Adjektiv 
maschio
 "männlich" ergänzen:

i miei 
figli maschi
 "meine 
Söhne
" <> 
le mie figlie
       "meine Töchter"
```

## Numeri
Das Italienische kennt die Numeri Singular (Einzahl) und Plural (Mehrzahl).

### Der regelmäßige Plural
Adjektive und Substantive werden im Wesentlichen gleich flektiert. Bei Maskulina, die auf -co oder -go enden, wird in der Regel ein "h" vor der Endung eingefügt, um die plosivische Aussprache zu erhalten: l'albergo → l'alberghi "die Hotels" (ohne zusätzliches h müsste man das 'g' als [dsch] sprechen).
- Maskulina verwandeln auslautendes a/e/io/o in -i:
il problema → i problemi "die Probleme", il cane → i cani "die Hunde", il figlio → i figli "die Kinder", il fuoco → i fuochi "die Feuer"
- Femina verwandeln ebenfalls auslautendes e/ie/o in i, aber auslautendes a in -e:
l'arte → le arti "die Künste", la moglie → le mogli "die Ehefrauen", la mano → le mani "die Hände"; l'amica → le amiche "die Freundinnen"
- Bei jeglicher anderen Endung gibt es keine Veränderung

Diese Regeln müssen allerdings noch verfeinert werden:
- Ist bei einem männlichen Nomen, das auf -io endet, dieses letzte 'i' betont, so bleibt es im Plural erhalten: lo zio (=zìo) → gli zii "die Onkel(s)".
- Das Einfügen eines h geschieht nicht bei allen männlichen Nomen auf -co / -go. Ausnahmen sind:
  - amìci / nemìci / greci / porci "Freunde / Feinde / Griechen / Schweine".
  - viele Substantive, die auf der drittletzten Silbe betont sind: sìndaco → sìndaci "Bürgermeister", aspàrago → aspàragi "Spargel".
Auch hiervon gibt es jedoch wiederum Ausnahmen, die doch ein h einzufügen: càrichi / epìloghi / incàrichi / òbblighi / pìzzichi / pròfughi / vàlichi "Lasten / Epiloge / Aufgaben / Pflichten / Prisen / Flüchtlinge / geogr. Pässe".
Auch unbelebte Substantive auf -logo tendieren dazu, h einzufügen: psicologi <> cataloghi "Psychologen <> Kataloge".

### Besondere Pluralformen

#### Unregelmäßiger Plural
Einige Substantive haben einen unregelmäßigen Plural:
```
un'ala        → le ali                      "Flügel"
un'arma       → le armi                     "Waffen/Kampfmittel"
un bue        → i buoi                      "Ochsen"
il curriculum → i curricula                 "Lebensläufe"
un dio        → gli dei                     "Götter"
un tempio     → i temp
l
i                    "Tempel"
un uomo       → gli uomini                  "Männer/Menschen"
```

#### Wechsel des Geschlechts
Bei einigen Nomen, die im Lateinischen neutrales Geschlecht hatten, ist der alte Plural auf -a erhalten, jedoch wurde das Geschlecht insofern angepasst, als dass der Singular männlich ist, der Plural jedoch weiblich:
```
Singular               Plural

il centinaio
     →    
le centinaia
      "Hunderter"

il migliaio
      →    
le migliaia
       "Tausender"

il miglio
        →    
le miglia
         "Meilen

il paio
          →    
le paia
           "Paare"

il riso
          →    
le risa
           "Lachen/Gelächter"

l'uovo
           →    
le uova
           "Eier"
```

#### Doppelte Formen
- Einige Maskulina haben zwei Pluralformen (die eine männlich, die andere weiblich), jeweils aber mit einer anderen Bedeutung:

```
Singular                   Plural

il braccio
 "Arm"                   →   
i bracci
      "Arme" von Flüssen, Kränen, Lampen, Kreuzen...
                                        
le braccia
    "Arme" als Körperteile

budello
 "Darm; Schlauch, Gasse, schmaler Gang"
                                   →   
i budelli
     "Gassen, Gänge"
                                        
le budella
    "Eingeweide, Gedärme"

il calcagno
 "Ferse"                →   
i calcagni
    "Fersen"
                                        
stare alla calcagna
 "jdm. auf den Fersen sein"

il ciglio
 "Augenwimper, Rand, Rain"
                                   →   
i cigli
       "Ränder"
                                        
le ciglia
     "Augenwimpern"

il corno
 "Horn"                    →   
i corni
       "Hörner" als Musikinstrumente
                                        
le corna
      "Hörner" von Tieren

il dito
 "Finger"                   →   
i diti
        einzelne "Finger"
                                        
le dita
       "die Finger"

il filo
 "Band, Draht, Garn, Halm, Kabel, Leine, Schneide, Spur"
                                   →   
i fili
        "Fäden, Schnüre, Kabel..."
                                        
le fila
       "Fäden" einer Handlung

il fondamento
 "Grundlage, Basis, Begründung, Fundament"
                                   →   
i fondamenti
  grundlegende "Prinzipien"
                                        
le fondamenta
 "Grundfesten, Grundmauern"

il frutto
 "Frucht"                 →   
i frutti
      "Früchte" eines einzelnen Baumes,
                                                       Ergebnis einer Tätigkeit
                                        
le/la frutta
  "Obst"

il gesto
 "Gebärde, Geste"          →   
i gesti
       "Gebärden"
                                        
le gesta
      "Taten"

il grido
 "(Auf)Schrei, Geschrei"  →   
i gridi
       "Tierrufe"
                                        
le grida
      "Schreie" von Menschen, "Gezeter"

il labbro
 "Lippe, Rand(lippe)"     →   
i labbri
      "Ränder" von Wunden, Vasen, Tassen...
                                        
le labbra
     "Lippen" als Körperteile

il lenzuolo
 "(Bett)Laken"          →   
i lenzuoli
    zwei oder mehr separate "Laken"
                                        
le lenzuola
   "Laken(paar)" zum Bettbeziehen

il membro
 "(Mit)Glied, Seite einer Gleichung"
                                   →   
i membri
      "Mitglieder" einer Gemeinschaft/Familie...
                                        
le membra
     "Glieder" als Körperteile

il muro
 "Mauer, Wand, Block"       →   
i muri
        "Wände"
                                        
le mura
       "(Stadt)mauern"

l'osso
 "Knochen"                   →   
gli ossi
      "Knochen" geschlachteter Tiere
                                        
le ossa
       "Gebeine", Menschenknochen
```

- Einige wenige Substantive haben zwei Pluralformen mit derselben Bedeutung:

```
il ginocchio
              →    
i gionocchi / le gionocchia
      "Knie"

il gomito
                 →    
i gomiti / le gomita
             "Ellenbogen"

il sopracciglio
           →    
i sopraccigli / le sopracciglia
  "Augenbrauen"
```

- Einige haben sogar jeweils zwei Singular- und Pluralformen mit derselben Bedeutung:

```
l'orecchio / l'orecchia
   →   
gli orecchi / le orecchie
         "Ohren"

la strofa / la strofe
     →   
le strofe / le strofi
             "Strophe"
```

### Unveränderliche Nomen
Bei vielen Substantiven sind Singular und Plural nicht zu unterscheiden:
- Viele Femina auf -ie:

```
una/le specie
               "Spezies"

una/le serie
                "Serie(n)"
```

Hierzu gehören nicht: la moglie → le mogli "Ehefrauen", la superficie → le superfici "Oberflächen", l'effigie → le effigi "Abbilder/Bildnisse".
- Wörter, die nicht auf unakzentuiertes -a, -e oder -o enden:

```
la/le crisi
                 "Krise"

la/le città
                 "Stadt"

il/i caffè
                  "Kaffee/Café"

la/le virtù
                 "Tugend"
...
```

- Einsilbige Wörter:

```
il/i re
                     "König"

lo/gli sci
                  "Schi(lauf)"
```

- Einige der Maskulina auf -a:

```
il/i boia
                   "Scharfrichter; Wahnsinns-, verdammt"

il/i gorilla
                "Gorilla"

il/la/i/le sosia
            "Doppelgänger, Double"
```

- Abkürzungen, auch wenn sie auf -a/-e/-o enden:

```
il/i cinema
                 "Kino"

la/le foto
                  "Photo"
...
```

Singularia Tantum
Überhaupt keinen Plural bilden können folgende Substantive und Substantivgruppen:
- Die meisten Abstrakta:

```
la bellezza
                 "Schönheit"

il valore
                   "Tapferkeit, Wert, Geltung"

l'intelligenza
              "Intelligenz"
...
```

- Stoffbegriffe:

```
il bronzo
                   "Bronze"

l'oro
                       "Gold"
...
```

- Nahrungsmittel:

```
il grano
                    "Weizen"

il latte
                    "Milch"

il pepe
                     "Pfeffer"
...
```

- Monatsnamen:

```
il gennaio
                  "Januar"
usw.
```

- Krankheiten:

```
l'influenza
                 "Grippe"

il morbillo
                 "Masern"
...
```

- Sonstige:

```
l'aria
                      "Luft, Miene, Anschein"

la fame - la sete
           "Hunger - Durst"

il fiele
                    "Groll/Galle"

il sangue
                   "Blut"
```

Einige dieser Substantive können zwar einen Plural bilden, jedoch mit einer anderen Bedeutung:
```
le arie
                     "Arien; Wichtigtuerei/Getue; Reitfigur"

le bellezze
                 "schöne Orte/Frauen"

i bronzi
                    "Bronzegegenstände, Bronzemedaillen..."

i ferri
                     "Werkzeuge"

i grani
                     "Getreide"

i valori
                    "Devisen, Wertsachen"
```

Pluralia Tantum
Einige andere wiederum erscheinen grundsätzlich nur im Plural:
- Gegenstände aus gleichartigen Bestandteilen:

```
i calzoni
                     "die Hose"

le forbici
                    "die Schere"

le mutande
                    "die Unterwäsche"

gli occhiali
                  "die Brille"
```

- Sammelbegriffe:

```
i dintorni
                    "die Umgebung"

le macerie
                    "der Schutt"

le stoviglie
                  "das Geschirr"

le vettovaglie
                "der Mundvorrat"
```

- Einige andere, die schon im Latein pluralisch waren:

```
le esequie
                    "Begräbnis-/Totenfeier" (
< ex-sequiae
 [Begleitung])

le ferie
                      "Ferien"

le nozze
                      "Eheschließung, Hochzeit" (
< nuptiae
)

i posteri
                     "Nachwelt, Nachkommenschaft"

le tenebre
                    "das Dunkel, die undurchsichtige Situation"
```

Es gibt aber auch folgende Singularformen mit etwas anderer Bedeutung:
```
la feria
 (historisch)         "der Ruhetag"

la tenebra
                    "die Dunkelheit/Finsternis"
```

## Unregelmäßige Adjektive
Einige Adjektive haben besondere Formen, sofern sie vor einem Substantiv stehen:
- bello "schön (beautiful, nice, handsome)" wird wie der bestimmte Artikel flektiert (d. h. bello specchio/bell'amico/bel ragazzo, bella ragazza/bell'amica, begli specchi/begli amici/bei ragazzi, belle ragazze/belleamiche)
- buono "gut" wird im Singular wie der unbestimmte Artikel flektiert (d. h. buono zaino/buon amico, buona fortuna/buon'amica, buoni amici, buone amiche "guter Rucksack/enger Freund, viel Glück/enge Freundin, gute Freunde, gute Freundinnen")
- grande "groß; bedeutend..." (die männlichen und weiblichen Formen sind identisch) wird vor Vokal optional zu grand, vor Konsonant optional zu gran, bleibt jedoch unverändert vor besonderem Anlaut (d. h. una grande/grand'amica "eine großartige Freundin", una gran casa "ein bedeutendes Haus", un grande zaino "ein toller Rucksack"); der Plural lautet immer grandi.
- Mit vielen Gegenbeispielen kann die männliche Form des Adjektivs santo "heilig" zu san werden, es sei denn vor besonderem Anlaut (d. h. il san Pietro ed il san Antonio = santi Pietro ed Antonio "der heilige Petrus und der heilige Antonius", aber: il santo padre "der heilige Vater"); die weibliche Form santa wird vor Vokal zu sant (d. h. la sant'Antonia "die heilige Antonia")

## Pronomen und Artikel

### Die Pronomen 'lo' und 'esso'
Einige Formen des lateinischen Demonstrativpronomen ille "jener" haben sich im Italienischen zu den Personalpronomen der 3. Person und des bestimmten Artikels entwickelt, weshalb sie in folgender Tabelle gemeinsam aufgeführt werden. Im Nominativ des Personalpronomens sind die regulären Formen durch solche aus lateinisch ipse ersetzt bzw. ergänzt worden.
|          | Singular           | Singular         | Singular         | Singular           | Singular          | Plural           | Plural           | Plural             | Plural            |
|          | Personalpronomen   | Personalpronomen | Personalpronomen | Personalpronomen   | Definiter Artikel | Personalpronomen | Personalpronomen | Personalpronomen   | Definiter Artikel |
|          | Subjekt            | Objekt           | Dativ klitisch   | Akkusativ klitisch | Definiter Artikel | Subjekt          | Objekt           | Akkusativ klitisch | Definiter Artikel |
| -------- | ------------------ | ---------------- | ---------------- | ------------------ | ----------------- | ---------------- | ---------------- | ------------------ | ----------------- |
| Maskulin | (egli) †(ei, elli) | lui              | gli(e-)          | lo                 | lo                | †(eglino)        | loro             | li                 | gli †(li)         |
| Maskulin | (esso)             | (esso)           | gli(e-)          | lo                 | lo                | (essi)           | (essi)           | li                 | gli †(li)         |
| Feminin  | (ella)             | lei              | le / glie-       | la                 | la                | †(elleno)        | loro             | le                 | le                |
| Feminin  | (essa)             | (essa)           | le / glie-       | la                 | la                | (esse)           | (esse)           | le                 | le                |

#### Alternationen
Im Italienischen wird der Artikel dem nachfolgenden Wort angepasst:
- lo und la werden vor Vokal beide zu l’: l'ho visto "ich habe ihn gesehen", l'ha vista "ich habe sie gesehen"; l'amico "der Freund", l'amica "die Freundin"
  - Die Artikel im Plural, gli und le, werden nach den heutigen Grammatiken nicht verkürzt. In älteren findet man als Ausnahmen gl' vor i- bzw. l' vor e-: (gl'interessi) "die Interessen", (l'erbe) "die Kräuter".
  - Selten trifft man die Verkürzung des Pluralpronomens: l'ho visti und l'ho viste "ich habe sie (them) gesehen".
- Der Regel nach verändert sich der männliche definite Artikel zusätzlich vor allen Konsonanten, abgesehen von besonderen Lautgruppen:
  - statt lo steht il: lo specchio "der Spiegel", l'amico "der Freund", il figlio "der Sohn".
  - statt gli steht i: gli specchi "die Spiegel", gli amici "die Freunde", i figli "die Kinder".
- Man findet aber auch Sätze, besonders aus früheren Jahrhunderten, in denen die Artikel lo, la, gli, le in jeder Umgebung ohne die obigen Veränderungen auftreten:
Nach Vokal: (e gli miei figli) = e(d) i miei figli "und meine Kinder", (che gli miei figli) = che i miei figli = (ch'i miei figli) "dass meine Kinder", nach 'r': (per lo re) = per il re "für den König"; (lo mio figlio) = il mio figlio "mein Sohn"...

#### Sprachgebrauch
- Ursprünglich standen die von ille abgeleiteten Formen (egli, ella) für belebte, die von ipse abgeleiteten (esso, essa) für unbelebte Entitäten.
- Die Formen egli/ella, essi/esse werden immer häufiger, besonders in gesprochener Sprache, durch die jeweiligen Objektformen ersetzt: lui "er", lei "sie (she)", loro "sie (they)".
†(eglino, elleno) hatten im 19. Jahrhundert zumindest noch schriftsprachliche Gültigkeit.
- Der klitische Dativ Singular gli wird im modernen Italienisch auch im Plural verwendet: gli "ihm, ihnen".
Im klassischen Italienisch wurde loro für "ihnen" verwendet, das aber nicht klitisch verwendet werden kann, sondern dem Verb nachfolgen muss: gli diedi una mela "ich gab ihm/(ihnen) einen Apfel" <> diedi loro una mela "ich gab ihnen einen Apfel".

#### Verwendung
- Die Subjekts-Formen des Personalpronomens werden meist weggelassen, wenn die Verb-Endung die Person ausreichend kennzeichnet: vengo "ich komme" <> io vengo "ICH komme [wirklich, und nicht etwa jemand anderes]". Merke auch: son(o) io "ich bin's!".
- Die Objektsformen stehen nach Präpositionen: di lui "von ihm", con loro "mit ihnen".
- Die klitischen Dativ- und Akkusativformen stehen vor dem flektierten Verb oder werden an imperative/infinite Formen angehängt.
Dativ: gli diedi una mela ich gab ihm/(ihnen) einen Apfel", le diedi una mela "ich gab ihr einen Apfel"
Akkusativ: lo vedo "ich sehe ihn/es", la vedo "ich sehe sie (her)", li/le vedo "ich sehe sie (them)"; è meglio dirlo "es ist besser, es zu sagen", dammelo! "gib es/ihn mir!"; vedendolo "als ... ihn/es sah".
  - Bei apostrophierten Imperativen wird der Apostroph entfernt bzw. durch ein 'l' ersetzt: di' + lo > dillo, di'+gli > digli usw.:
digli ciò che hai fatto! "sag ihm, was du getan hast!", dille ciò che hai fatto! "sag ihr, was du getan hast!", dillo o sta' zitto "sag es, oder sei still!"
aber: di' loro ciò che hai fatto "sag ihnen, was du getan hast!"
  - Werden gli oder le mit einem klitischen Akkusativpronomen kombiniert, ersetzt man beide durch glie-:
glielo dico "ich sage es ihm/ihr/(ihnen)", diglielo! "sag es ihm/ihr/(ihnen)!".

#### Etymologie
- Aus dem lateinischen Pronomen ille "jener" entwickelten sich:
  - aus dem Akkusativ illu(m), illa(m): lo, ella/la "er/ihn, sie/die"
  - aus dem vulgärlateinischen Dativ illui, illaei: lui, lei (heute auch als Präpositiv und Nominativ verwendet)
  - Aus dem Nominativ Plural illi, illae: li, le
Auch dem italienischen gli, (egli) müsste eine Form illi (z. B. der klassische Dativ) zugrunde liegen
  - Aus dem Genitiv Plural illorum: loro "ihr (their)"
- Aus dem lateinischen Pronomen ipse "selbst" entwickelten sich (die ursprüngliche Bedeutung ist verloren gegangen):
  - aus dem Akkusativ ipsu(m), ipsa(m): (esso, essa) "er, sie"
  - aus dem Nominativ Plural ipsi, ipsae: (essi, esse) "sie"

#### Formelle Ausdrucksweise
Als Höflichkeitsformen ("Sie") gelten im Subjekts- und Objekts-Kasus:
- Lei (meist großgeschrieben) für eine einzelne Person gleich welchen Geschlechts. Das Verb steht entsprechend in der 3. Person Singular.
- Loro wird - heute selten - zur Anrede mehrerer Personen verwendet. Das Verb steht entsprechend in der 3. Person Plural (wie im Deutschen).
- voi zur Anrede mehrerer Personen ist heute verbreitet.
In altitalienischen Texten gelten tu und voi gleichwertig zur Anrede einer einzelnen Person.

### Der indefinite Artikel
Der indefinite (unbestimmte) erscheint nur im Singular:
- Vollform uno, una
- Vor Vokal: un, un’

### Einfache Pronomen und Adverbien
Aus jeweils einem lateinischen Wort sind die folgenden Pronomen entstanden:

#### Personalpronomen
Die Personalpronomen der 3. Person (er/sie) werden weiter oben behandelt.
- ego, me > ìo, me "ich, mir/mich"
- tu, te > tu, te "du, dir/dich"
- se > sé "sich; man" (der Akzent wird manchmal verwendet, um dieses Wort von der identisch ausgesprochenen Konjunktion se "falls" zu unterscheiden)
  - "man + sich" wird als ci si übersetzt, das aber auch "sich + ORTSANGABE" ausdrückt: ci si sedette al tavolo "man setzte sich an den Tisch" <> prese la bici e ci si sedette "er nahm sein Fahrrad und setzte sich darauf"
- nos > noi "wir/uns"
  - In klitischer Position benutzt man ce "dort(hin), darauf, daran..." für "uns": ci capiamo "wir verstehen uns"
- vos > voi "ihr/euch"
  - In klitischer Position benutzt man ve "dort(hin)" für "euch": vi lavate "ihr wascht euch"

```
In 
klitischer
 Position werden 
me, te, se/sé, ce, ve
 zu 
mi, ti, si, ci, vi
:

a me
 (zu) mir", 
con te
 "mit dir", 
se
 ne va
 "er/sie geht weg"

mi vide
 "er/sie hat mich gesehen", 
dimmi!
 "sag mir!",

alzato
si
 se ne andò
 "als er aufgestanden war, ging er weg";
außerdem: 
ci si
 lava
 "man wäscht sich"
```

- mecum, tecum, secum, nobiscum, vobiscum > †(meco, teco, seco, nosco, vosco) "mit mir, mit dir, mit sich, mit uns, mit euch";
hierfür heute: con me, con te, con sé, con noi, con voi

#### Possessivpronomen
- meum, mea, mei, meae > mio, mia, mièi, mie "mein".
- tuum, tua, tui, tuae > tuo, tua, tuòi, tue "dein".
- suum, sua, sui, suae > suo, sua, suòi, tue "sein, ihr (his, her, their)"; dieses Possessivpronomen steht sowohl reflexiv wie auch nicht-reflexiv, ist also auch für lateinisch eius, eorum, earum eingesprungen.
- nostrum, nostra, nostri, nostrae > nostro, nostra, nostri, nostre "unser"
- vostrum, vostra, vostri, vostrae (alternative Schreibweise zu vestrum usw.) > vostro, vostra, vostri, vostre "euer"

Die italienischen Possessivpronomen werden meistens zusammen mit dem bestimmten Artikel oder einem anderen Determiner verwendet; das Deutsche erfordert in letzterem Fall meist eine Umschreibung im Genitiv:
- il mio amico "mein Freund", mi piace la mia màcchina "mir gefällt mein Auto", questi sono i tuoi figli? "sind das deine Kinder?", le sue braccia sono muscolose "seine/ihre Arme sind muskulös"
- questi vostri sonni, quei nostri eroi così coraggiosi, codesta tua seconda patria
- un mio amico "einer meiner Freunde, ein Freund von mir", ho visto una sua foto "ich hab ein Foto von ihm/ihr gesehen", questa è una nostra proposta "das ist ein Vorschlag von uns", alcuni miei amici "einige meiner Freunde" ~ qualche mio amico "mancher Freund von mir, manche meiner Freunde"
- gli altri miei amici (?) "meine anderen Freunde"
- nessuno mio amici (?) "keiner meiner Freunde"
- ogni mio amico "jener meiner Freunde, jeder Freund von mir" ~ tutti miei amici "alle meine Freunde"
- pochi miei amici "wenige meiner Freunde", molti miei amici "viele meiner Freunde, viele Freunde von mir" usw.

Keinerlei Determiner wird in folgenden Fällen verwendet:
- In der Emphase, zum Beispiel
  - bei der Anrede; das Possessivpronomen wird nachgestellt: oh dio mio! "oh mein Gott!", arrivederci, figlia mia! "aufwiedersehen, meine Tochter!". Merke auch: mamma mia! "Mannomann!, ach du meine Güte!; Mensch, dauert das lange!; Was ist denn nun schon wieder los?, Das darf doch nicht wahr sein!"
  - häufig bei merito "Verdienst", colpa "Schuld", piacere "Freude, Vergnügen, Gefallen (pleasure)", casa "Haus":
è sua colpa "es ist seine/ihre Schuld", a casa tua "bei dir zuhause"
- Bei Familienmitgliedern - meist mit Ausnahme von mamà, papà (bzw. dialektal) babbo - im Singular:
lei è mia sorella "sie ist meine Schwester" <> le mie sorelle "meine Schwestern", tu sei il babbo mio "du kennst meinen Papa"

#### Demonstrativa
- tantum > tanto "soviel, so sehr"; Plural: tanti, tante "(so)viele"
- ibi > vi "dort; euch",
und (ivi) "da/dort" [auf einen schon bekannten Ort bezogen; seltener verwendet als (quivi)]
- inde > ne "davon, daher..." [verwendet man statt di + ciò],
und (indi, †ende/enne) "von da" (daneben: di là)
- illîc/illâc > lì/là "da/dort"

#### Interrogativa
- quantum > quanto "wie viel"; dazu auch: quanto a ... "was ... betrifft"
- unde > (onde) "woher" - für Herkunftsangaben sollte man di dove? verwenden
- ubi "wo" > (ove) "wo(hin)" - für Ortsangaben sollte man dove? verwenden
- qui "welcher" > chi "wer"; dazu auch: qui(s) sapit > chissà? "wer weiß?, vielleicht, möglicherweise"
- quod "welches; dass" > che "was, dass"
  - che als Frage wird oft ergänzt oder ersetzt durch cosa:
ch'è questo qui = (che) cosa è questo qui = (che) cos'è questo qui? "was ist das hier?"
  - Es tritt auch als Relativpronomen auf: il cane che... "der Hund, der/den..."
  - Kollokationen: che diavolo "was zum Teufel", cosa vuòi? "was gibt's?"
- quando > quando "wann, wenn"

### Zusammengesetzte Pronomen und Adverbien
Viele italienische Pronomen sind aus Aneinanderreihung mehrerer (vulgär)lateinischen Pronomen entstanden:

#### Demonstrativa und Asservativa
- (i)llum (i)stum ipsum > lo stesso "derselbe"; übrige Formen la stessa, gli stessi, le stesse
- aequum sîc > così "(al)so, derart"
- (?) ad + ipsum > adesso "jetzt"

- Zusammensetzungen mit ecce "das ist; siehe!" und eccum:
  - eccum istum > questo "dies(er) (hier)"; übrige Formen: questa, questi, queste 
Dieses Pronomen findet man häufig mit apostrophierten Formen: quest', 'sto, 'sta, 'sti, 'ste.
    - eccum istui > substantivisch (costui) "dieser (da)" (auch abwertend); übrige Formen: (costei, costoro)
    - eccum te/tibi istum > (bsd. toskanisch) (codesto) "dieser da (bei dir)"; übrige Formen: (codesta, codesti, codeste)
    - ? eccum istîc > (bsd. toskanisch) costì "dort(hin)"

  - ecc(e) hic > ci "hier; uns"
    - ecce hoc > ciò "dies" [statt questa/quella/... cosa]
    - eccum hâc/hâc > qui/qua "hier(hin)"
    - eccum + hîncce > (quinci) "von hier/da"

  - ecc(e) + ibi > (quivi) "dort/da" [auf einen schon bekannten Ort bezogen; häufiger als (ivi)]
  - eccum illum > quello "jener (dort)"; übrige Formen: quell', quella; quegli/quei, quelle, quelli (substantivisch)
    - eccum (i)llui > substantivisch (colui) "jener (da)" (auch abwertend); übrige Formen: (colei, coloro)
Oft relativisch verwendet: (colui/colei che) "derjenige der / diejenige die" neben quello/quella che.

Das ursprüngliche dreigliedrige System

questo in der Nähe des Sprechers, codesto beim Zuhörer, quello von beiden entfernt,

gehört heute der gehobenen Schriftsprache an.
- Ein substantivisches Pronomen im Nominativ Singular quegli (? < eccum + ille) für männliche Personen bedeutet "jener; der erstgenannte"; das Gegenstück ist (questi) (? < eccum + iste) "dieser; der letztgenannte": 'Marco e Andrea sono amici: questi (Marco) è grasso, quegli (Andrea) è magro. Sono i miei figli: questi è Piedro e quegli è Antonio.'